# 帕劳-萨托尔
帕劳-萨托尔，是西班牙加泰罗尼亚赫罗纳省的一个市镇。总面积12平方公里，总人口283人（2001年），人口密度24人/平方公里。